# Telemedellín
Telemedellín es un canal local de televisión abierta colombiano, el cual emite para el área metropolitana del Valle de Aburrá y su sede principal se encuentra en la ciudad de Medellín. 
Es uno de los 26 canales locales de televisión abierta en el país y está regido por el Acuerdo 24 de la Comisión de Regulación de Comunicaciones. Se destaca por ser el primer canal local establecido en Colombia.

## Historia
La Administración Municipal contó con el interés y el apoyo del Concejo de Medellín, el cual, mediante Acuerdo Número 2 de enero de 1996 autoriza al Alcalde para crear una asociación que preste el servicio de televisión local.
El 13 de agosto de 1996, siendo Alcalde de Medellín Sergio Naranjo Pérez, se conformó a la Junta Directiva y el canal fue constituido como «Asociación Canal Local de Televisión», entidad fundadora del primer canal local de televisión en el país: Telemedellín.
El 9 de septiembre de 1997, la Comisión Nacional de Televisión expidió la licencia para empezar a emitir.
El canal empezó con la señal de prueba el 7 de diciembre de 1997, y duró con ella hasta el 1.º de julio de 1998. Su primera transmisión fue el desfile de Mitos y Leyendas, y el encendido del alumbrado navideño.

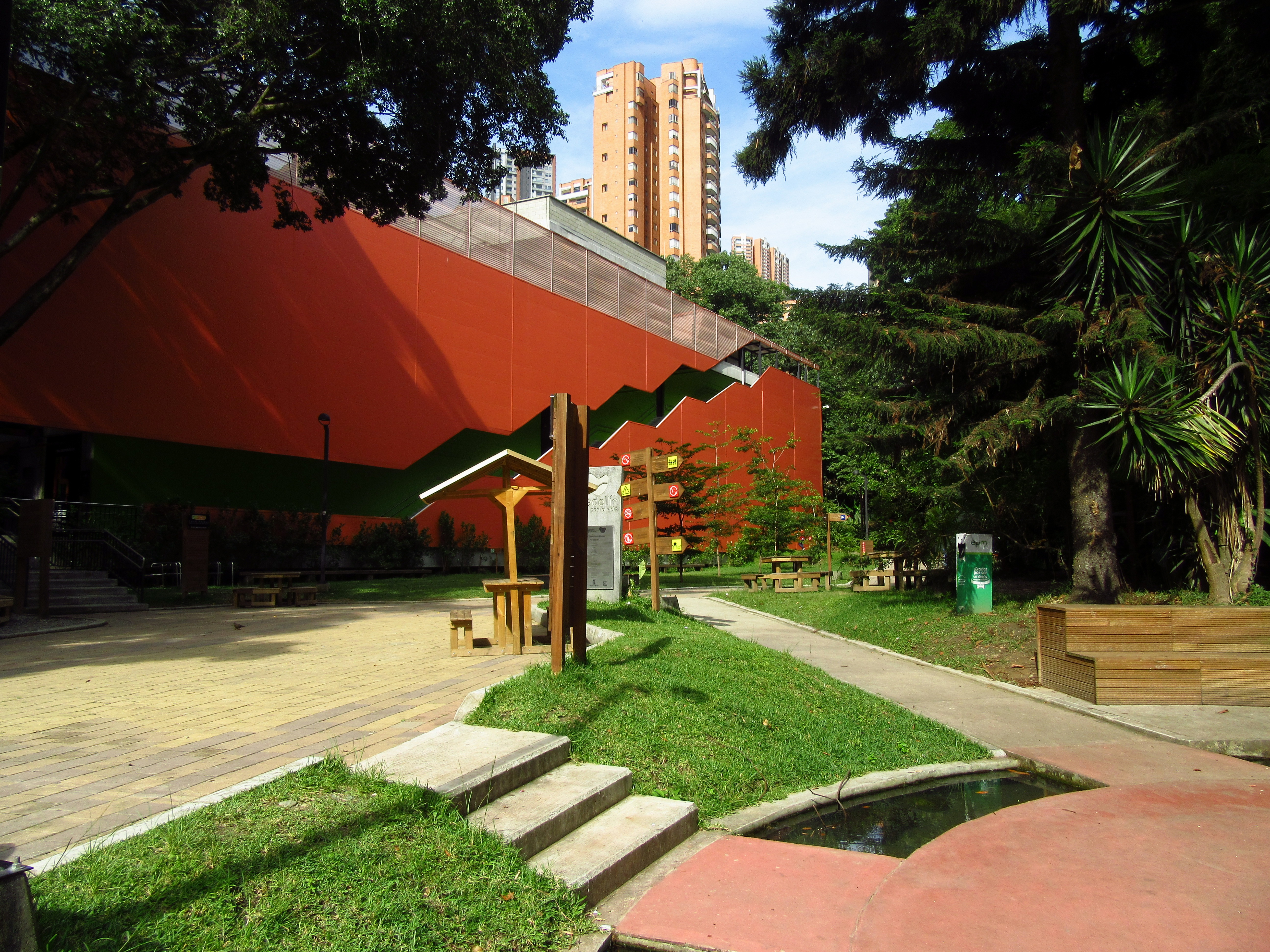
La sede de TeleMedellín, canal parque Gabriel García Márquez.

## Logotipos

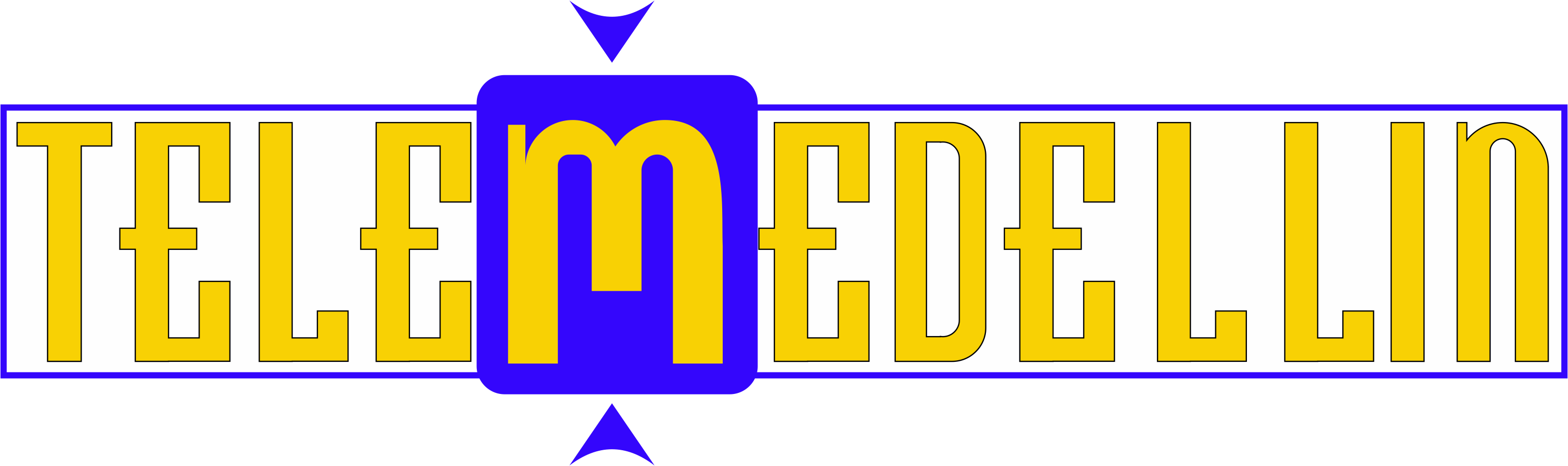
1997–2001
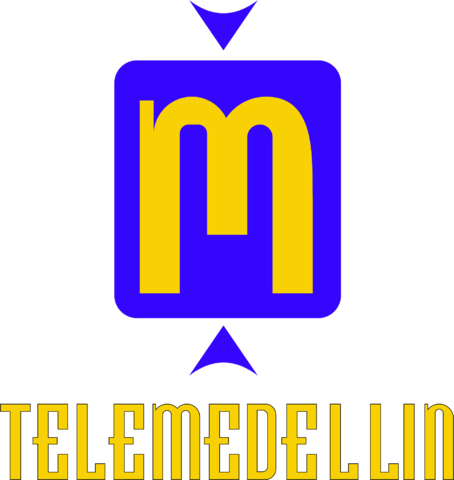
2001–2008
2008–2011
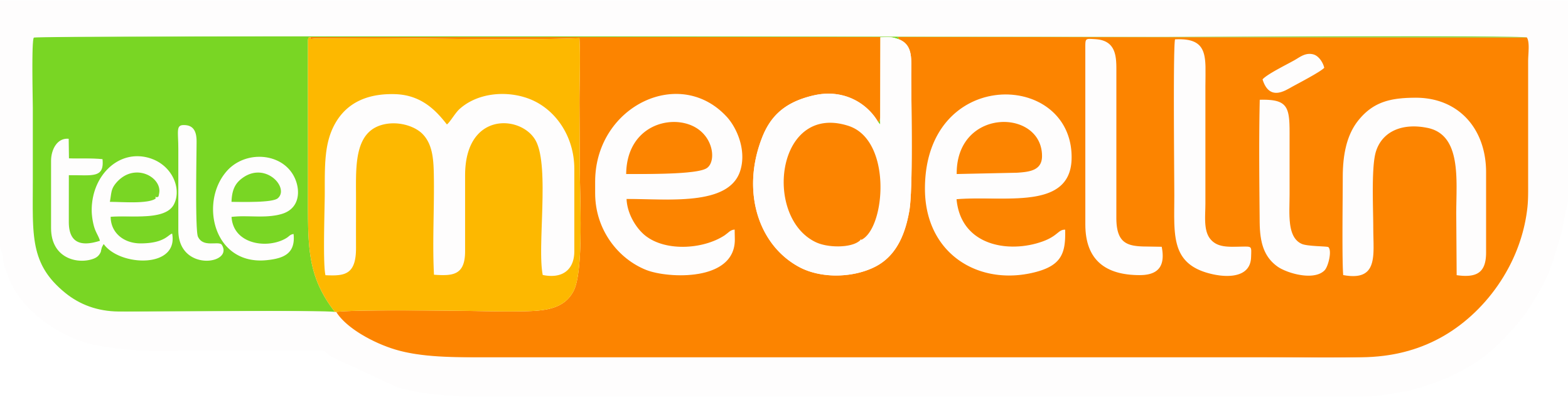
2011–2020
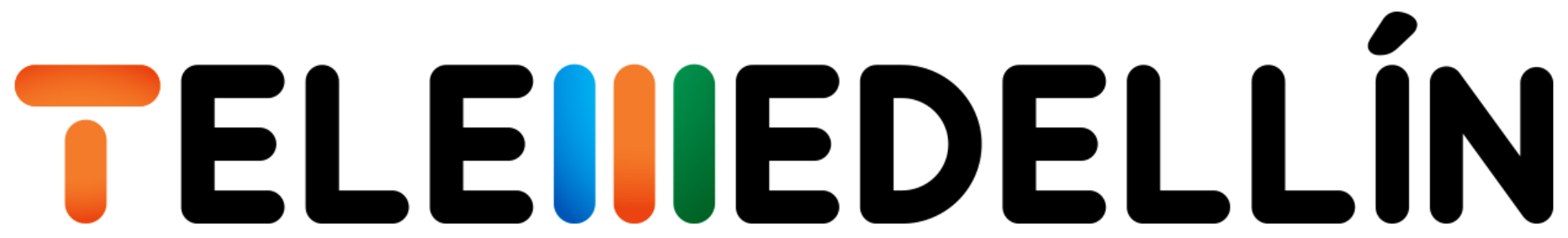
2020
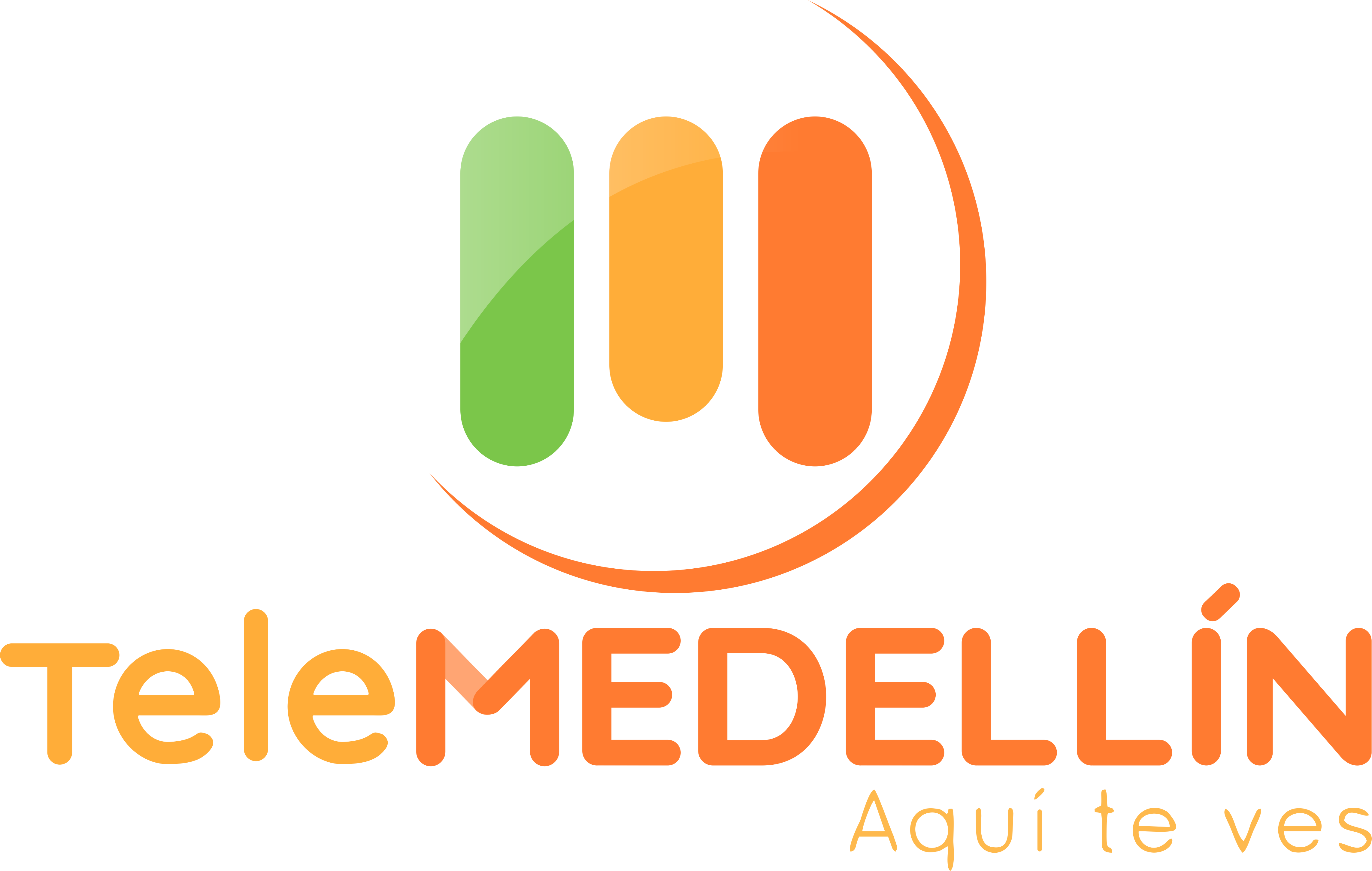
Desde 2020

## Eslóganes
- 2002-2008: El canal de la cultura ciudadana
- 2008-2016/desde 2020: Aquí te ves
- 2017-2018: 20 años con vos
- 2018:-2019 Siempre con vos
- 2019:-2020 Yo veo Telemedellín
- 2020: Televisión con futuro